# رفائيل ليمكين
رفائيل ليمكين (24 يونيو 1900 – 28 أغسطس 1959) محامي بولندي اشتهر بصياغة مصطلح الإبادة الجماعية ومبادرة اتفاقية الإبادة الجماعية، وهو اهتمام نشأ لديه بعد التعرف على الإبادة الجماعية للأرمن ومعرفة عدم وجود قوانين دولية لمقاضاة القادة العثمانيين الذين ارتكبوا هذه الجرائم.
صاغ ليمكين مصطلح الإبادة الجماعية في عام 1943 أو 1944 من genos ('الأسرة، العشيرة، القبيلة، العرق، الأسهم، الأقارب') و-cide ('القتل'). أصبح مهتمًا بجرائم الحرب بعد أن قرأ عن محاكمة سوغومون تهليريان عام 1921 بسبب اغتيال طلعت باشا. واعتبر كارثة نهاية الأرمن بأنها واحدة من أبرز الإبادات الجماعية في القرن العشرين.

## حياته

### بداية حياته
ولد ليمكين في 24 يونيو 1900 في بيزودن، وهي قرية في فولكوفيسكي أويزد من محافظة غرودنو في الإمبراطورية الروسية (بيلاروسيا الحالية). نشأ في عائلة يهودية بولندية في مزرعة كبيرة بالقرب من وولكويسك وكان واحدًا من ثلاثة أطفال ولدوا لجوزيف ليمكين وبيلا، كنيتها قبل الزواج بوميرانز. كان والده مزارعًا ووالدته مثقفة ورسامة ولغوية وطالبة فلسفة لديها مجموعة كبيرة من الكتب عن الأدب والتاريخ. تلقى ليمكين وشقيقيه (إلياس وصموئيل) تعليمهما في المنزل على يد والدتهما.
عندما كان ليمكين شابًا، كان مأخوذّا بموضوع الأعمال الوحشية التنكيلية وغالبًا ما كان يسأل والدته عن أحداث مثل نهب قرطاج والغزوات والفتوحات المغولية واضطهاد الهوغونوتيون. يبدو أن ليمكين صادف مفهوم الأعمال الوحشية التنكيلية الجماعية بينما كان، في سن الثانية عشر، يقرأ كو فاديس لكاتبه هنريك سينكيفيتش، ولا سيما المقطع الذي رمى فيه نيرون المسيحيين إلى الأسود. كتب ليمكين، حول هذه القصص: «خط من الدماء يتجه من الساحة الرومانية عبر مشنقة فرنسا إلى مذبحة بياويستوك.» يظهر ليمكين، من خلال كتاباته، اعتقادًا مركزيًا في تفكيره خلال حياته: كانت معاناة اليهود في شرق بولندا جزءًا من نمط أكبر من الظلم والعنف الذي امتد عبر التاريخ وحول العالم.
كانت مزرعة عائلة ليمكين تقع في منطقة وقع فيها القتال بين القوات الروسية والألمانية خلال الحرب العالمية الأولى، ودفنت الأسرة كتبها ومقتنياتها الثمينة قبل أن تحتمي في غابة قريبة. خلال القتال، دمرت نيران المدفعية منزلهم واستولت القوات الألمانية على محاصيلهم وخيولهم وماشيتهم. توفي صموئيل شقيق ليمكين في النهاية بسبب الالتهاب الرئوي وسوء التغذية بينما بقيت الأسرة في الغابة.
بعد تخرجه من مدرسة التجارة المحلية في بياويستوك، بدأ دراسة اللغويات في جامعة جان كازيميرز في لفوف (الآن لفيف، أوكرانيا). كان متعدد اللغات، طليق بتسع لغات ويقرأ بأربعة عشر. كان أول كتاب منشور له هو ترجمة من عام 1926 لرواية حاييم ناحمان بياليك بعنوان نوح ومارينكا من العبرية إلى البولندية. في بياويستوك، أصبح ليمكين مهتمًا بقوانين مكافحة الأعمال الوحشية التنكيلية الجماعية بعد أن علم بالإبادة الجماعية للأرمن في الإمبراطورية العثمانية، ولاحقًا بتجربة الآشوريين الذين ذبحوا في العراق خلال مذبحة سيميل عام 1933.
بعد القراءة عن اغتيال طلعت باشا عام 1921، المرتكب الرئيسي للإبادة الجماعية للأرمن، في برلين على يد سوغومون تهليريان، سأل ليمكين البروفيسور يوليوس ماكاريفيتش لماذا لم يكن من الممكن محاكمة طلعت باشا على جرائمه في محكمة ألمانية. أجاب ماكاريفيتش، وهو محافظ قومي يعتقد أنه يجب طرد اليهود والأوكرانيين من بولندا إذا رفضوا الاندماج، أن مبدأ سيادة الدولة يمنح الحكومات الحق في إدارة الشؤون الداخلية كما تراه مناسبًا: «فكر في حالة مزارع يمتلك قطيعًا من الدجاج. يقتله، وهذا هو عمله. إذا تدخلت، فأنت تتعدى على ممتلكات الغير». أجاب ليمكين: «لكن الأرمن ليسوا دجاجات». وكان استنتاجه النهائي هو: «جادلت قائلًا، لا يمكن تصور السيادة على أنها الحق بقتل الملايين من الأبرياء».
انتقل ليمكين بعد ذلك إلى جامعة هايدلبرغ في ألمانيا لدراسة الفلسفة، وعاد إلى لفوف لدراسة القانون في عام 1926.

### مسيرته المهنية في بولندا بين الحربين
عمل ليمكين كمساعد مدع عام في محكمة مقاطعة بيريجاني (منذ عام 1945 بيريجاني، أوكرانيا) ووارسو، تلي ذلك تدريب قانوني خاص في وارسو. شغل ليمكين منصب المدعي العام لمحكمة مقاطعة وارسو منذ عام 1929 حتى عام 1934. في عام 1930 تمت ترقيته إلى نائب المدعي العام في محكمة محلية في بيريجاني. أثناء عمله في منصب المدعي العام، كان ليمكين أيضًا سكرتيرًا للجنة تدوين قوانين جمهورية بولندا، التي دونت قوانين العقوبات في بولندا، ودرّس القانون في كلية تاتشكموني في وارسو. ترجم ليمكين، الذي كان يعمل مع أستاذ القانون بجامعة ديوك مالكولم ماكديرموت، قانون العقوبات البولندي لعام 1932 من البولندية إلى الإنجليزية.
في عام 1933، قدم ليمكين عرضًا أمام المجلس القانوني لمؤتمر عصبة الأمم حول القانون الجنائي الدولي في مدريد، حيث أعد مقالًا عن جريمة الوحشية باعتبارها جريمة ضد القانون الدولي. في عام 1934، استقال ليمكين من منصبه، تحت ضغط من وزير الخارجية البولندي بسبب التعليقات التي أدلى بها في مؤتمر مدريد، وأصبح محاميًا خاصًا في وارسو. أثناء وجوده في وارسو، حضر ليمكين العديد من المحاضرات التي نظمتها الجامعة البولندية الحرة، بما في ذلك صفوف إميل ستانيسواف رابابورت وفاتسواف ماكوفسكي.
في عام 1937، تم تعيين ليمكين عضوًا في البعثة البولندية إلى الكونغرس الرابع حول القانون الجنائي في باريس، حيث طرح أيضًا إمكانية الدفاع عن السلام من خلال القانون الجنائي. من بين أهم أعماله في تلك الفترة خلاصة وافية للقانون المالي الجنائي البولندي، القانون الجنائي الضريبي (1938) وعمل باللغة الفرنسية بعنوان قانون التجارة الدولية، يتعلق بالقانون التجاري الدولي (1939).